# Subofițer
Termenul subofițer desemnează un grup de grade militare intermediar între gradați și ofițeri. În terminologia NATO, subofițerii sunt numiți non-commissioned officers (prescurtat NCO). În România, subofițerii din cadrul MApN sunt constituiți într-un corp care aparține militarilor profesioniști.

## Funcție
Corpul subofițerilor a fost denumit „coloana vertebrală” a serviciilor armate, deoarece sunt liderii primari și cei mai vizibili pentru majoritatea personalului militar.
Din corpul subofițerilor fac parte sergenții și plutonierii. În corpul subofițerilor cel mai înalt grad este plutonier adjutant șef. Următoarele grade, în ordine descendentă, sunt: plutonier adjutant, plutonier major, plutonier, sergent major, sergent. Sergentul este cel mai mic grad în corpul subofițerilor.
Corpul subofițerilor este superior corpului soldaților gradați și inferior corpului ofițerilor.
Accederea în corpul subofițerilor se face prin instituțiile de învățământ ale MApN, având printre criteriile de admitere și absolvirea examenului de bacalaureat.